# نارنجک (قروه)
نارنجک (قروه)، روستایی از توابع بخش چهاردولی شهرستان قروه در استان کردستان ایران است.
در این روستا کشت هندوانه، سیب زمینی، گندم رایج است.

## جمعیت
این روستا در دهستان چهاردولی شرقی قرار دارد و براساس سرشماری مرکز آمار ایران در سال ۱۳۸۵، جمعیت آن ۱۰۶۱ نفر (۲۳۲خانوار) بوده‌است.